# 恐竜惑星
『恐竜惑星』（きょうりゅうわくせい）は、1993年4月5日から1994年1月27日にNHK教育テレビ『天才てれびくん』内で放送された、実写とCGを併用したテレビアニメ作品である。
その後1994年度に放送された『ジーンダイバー』、1997年度に放送された『救命戦士ナノセイバー』とあわせてバーチャル3部作と呼ばれている。

## 概要
てれび戦士の山口美沙（ハンドルネーム：萌）がバーチャルワールドに入り、恐竜のいる世界に行くが、そこで恐竜人類たちの戦いに巻き込まれていく話。「メディアタワー」という当時の『天才てれびくん』の設定世界の中でのストーリー（番組オープニングとエンディングにも一部恐竜惑星の実写場面が登場する）。アッケラ缶（CG）とてれび戦士の清野努（実写）が萌（アニメ）をナビゲートしていく、実写とアニメを巧みに組み合わせた作品スタイルが本作品（およびバーチャル3部作）の特徴となっている。
『天才てれびくん』10周年とNHKテレビ50周年のために、2003年6月にはDVDで全7巻が発売された。2023年2月には『天才てれびくん』30周年企画としてDVD-BOXの再販が行われた。

## あらすじ

### #1 - #28
バーチャルステーションのアッケラ缶によって、美沙（萌）は超仮想現実空間・バーチャル大陸内に作られた恐竜時代の体験に赴く。萌はバーチャル大陸で謎のタイムホールから現れた未知の恐竜の子供レイに出会い、レイの母親を探す旅を始める。しかし、萌たちの後を何者かが追跡していく。謎の追跡者の正体は恐竜人類・ギラグールであった。バーチャル大陸は暴走によって恐竜人類達を生み出す未来を作り、彼らの介入を受けていたのである。ギラグールは敵対する別の恐竜人類種族・フォロルの歴史を改変するため、フォロルの先祖にあたるレイを狙っていたのだ。バーチャル大陸が暴走によって変貌したため、アッケラ缶のデーターだけでは萌を元の世界に戻すことも出来なくなってしまう。萌達はギラグールに捕らえられてしまうも、フォロルに助けられる。レイやフォロルを歴史改変から守り、さらに元の世界に戻るためのバーチャル世界のデータを奪取するという二つの目的のため、萌はギラグールの基地に潜入。その結果、フォロルの当面の危機は去り、萌はバーチャルステーションに戻った。

### #29 - #60
バーチャル大陸は初期状態になり、全てが元に戻されたはずだった。だが、ハルからの通信が入ったことなどから、恐竜人類世界が健在であったことが判明。恐竜人類の世界はバーチャル大陸が生んだ未来ではなく、別次元の確固とした世界だった。彼らのバーチャル世界とメディアステーションのバーチャル大陸が重なり、さらに暴走によって現実の過去の世界にもなってしまっていたのだ。この事態を受け、美沙は再び萌としてバーチャル大陸に向かう。レイやフォロルのフィラと再会した萌はやがて、ギラグールの進める「宇宙の眼計画」に巻き込まれていく。特定の恐竜達の脳を集め、バーチャル大陸全体を管轄できる「絶対的な観察者」を作り「過去を好きなように見られる＝好きなように世界を改変できる」という宇宙の眼計画阻止のため、萌達は恐竜時代を駆けめぐることになる。

## 登場人物

### バーチャルステーション
美沙 / 萌
演 - 山口美沙 / 声 - 柴田由美子
本作の主人公。本名は美沙だが、バーチャル大陸内ではハンドルネームの萌を用いる。
現実世界では努と同じようなオペレーター席に座っている。
バーチャル大陸内では現実世界の努らと通信を行いながら活動する。バーチャル大陸で初めて仲良くなったディプロドクスの子供が目の前で肉食恐竜に殺され、仲間のディプロドクスが助けることもなく何事もなかったかのように振舞う様にショックを受け、肉食恐竜に対してある種の偏見を抱いている。しかし、萌が嫌っているのは「生きている恐竜を食す行為」であり、死肉を食している場合や魚食、捕食行為が伴わない範囲では肉食恐竜を左程拒絶することもなく（特に物語後半に顕著）、本人も「肉食の恐竜も生きるために必死」と考えを改めようとはしている（アッケラ缶からヴェロキラプトルがプロトケラトプスのコロニーを襲撃し、子供を捕食すると聞かされ、彼が「まぁ、彼らも生きるために必死」と言おうとした途端「許せない!」と声を荒らげ、結局改まることは無かった）。
作中では肉食恐竜の捕食シーンがたびたび描かれており。また、次回作のジーンダイバーでも主人公の唯がティラノサウルスの捕食シーンを見て、「あんな残酷なもの見たくない」と発言している。そのため、当時の恐竜ブームに対する、あるいは男性視点からの恐竜の価値観に対する、一種のアンチテーゼといえる。
アニメ本編ではフルネームは出てこないが、初期設定段階では「結城萌」とされていた。
レイ
声 - 吉田理保子
草食恐竜の子供。フォロルからはフェリロ、ギラグールからは草の種と呼ばれている。バーチャル大陸に迷い込んだところを萌に拾われたため、彼女によくなついている。なお、レイという名前は萌によって付けられた。
登場当初は言葉を話すことはできなかったが、中盤になってからは片言だが喋るようになり、同時にレエリナサウラから進化したフォロルの祖先だったことが明らかになる。夢も見ることがある様子。
物語後半で、ギラグールが推し進める「宇宙の眼」計画に必要な個体を見分けられる能力がある事が判明し、その妨害の為に萌達の旅に同行する。因みに能力はレイ固有のものではなく、物語前半でギラグールの基地に捕らわれた際に（萌がレイを助けようとした際の機械の誤作動で）因子を埋め込まれ、後天的に身についたものである。
努
演 - 清野努
現実世界でオペレーター席からアッケラ缶とともに萌をサポートする。恐竜が好きで、萌からオタク呼ばわりされることも。
オペレーター席はメディアタワーの柱を伝って回転しながら上下に移動できる。
後編開始直後からバーチャル大陸に入る予定だったが、美沙に習いハンドールネームを考えてる内にズルズルと伸び（アッケラ缶曰く「努のままでいい」）、第33話でバーチャル大陸に入ろうとしたが、ハルの妨害にあい失敗し、結局入ることは出来なかった（なお、努のアニメ絵姿はこの失敗時のみ公開された）。
萌（美沙）と違い、肉食恐竜の捕食行為には「これも自然界の厳しいルールってやつ」と返している。
ラーメンが好物の様子。
アッケラ缶
声 - 上田敏也
メディアタワーの住人。空き缶からカエルが生えたような姿をしており、データ解析やタイムホールを利用した萌の空間移動、現実世界とバーチャル大陸の移動、タイムブースターの補助などを行う。
努と共に肉食恐竜の捕食行為にはドライで、ディプロドクスの子供が食い殺され、仲間のディプロドクス達が無反応な様に悲しむ萌に「自然界のルール」と言い切った。
タイムブースターはアッケラ缶がいないと利用できず、またタイムブースターは一度使用するとアッケラ缶のパワーが回復するまで使用できない。
ちなみに質問コーナーに「アッケラ缶はカエルですか? 缶からですか?」という質問が寄せられたが、その際アッケラ缶は憤慨しながら「カエルでも缶からでもない」と答えている。
ドン・ジー・ロン
声 - 梁田清之
努をバーチャル世界に送り込む際、ハルに妨害されたため、行き場を失ったアッケラ缶のエネルギーが別次元から運んできてしまった巨大な猿人。絶滅した巨大類人猿ギガントピテクス、もしくはそれに近いものから進化した人類らしい。元々いた世界ではある程度の文化を持っていた種族らしく、最初から衣服を身に着け、投石器などの武器も有していた。知能・学習能力はかなり高く元々の世界の言語も操り、萌達とも翻訳機を通して会話できる。また、持ち前の巨体を活かした怪力で高い戦闘能力も持ち、ギラグール兵相手に活躍する。常に萌やフォロル達を守るように寄り添う。
名前の由来は実在の恐竜学者董枝明（ドン・ジーミン）の明を龍(ロン)に入れ替えたもの。

### フォロル
小型草食恐竜レエリナサウラに遠い起源を持った恐竜人類。ギラグールからは草喰いと呼ばれている。南極圏に本拠地をおいており、手先が器用で高い技術を持つ。また、小型草食恐竜が祖先のためか多産で人口も多いらしい。2万年前に生活圏を広げる過程で赤道付近でギラグールと最初の接触をするが、未知の草食恐竜と誤解され、狩猟の対象とされてしまった。それ以来、両者は慢性的な戦争状態にある。巣主会（そうしゅかい）という少数の有力者による議会が最高の意志決定機関となっている。オープンで民主的だが、それゆえの派閥争いや一部機関の暴走も見られる。言語は甲高いピープー音で表現されている。
フィラ・クルル・フェリロ
声 - 中村大樹
フォロルの戦士。萌が最初に出会ったフォロルがフィラである。真面目な性格で有能であり、重要な作戦に抜擢され、萌ともよく行動をともにする。
ファルン・ニー・ファルン
声 - 白石文子
フィラの妹。軍で情報収集をする仕事に就き、カタイの秘密基地で諜報活動に参加していたが、ギラグールの襲撃を受けて脱出するときに萌たちと出会い、一緒に本拠地に戻った。
ピラル・キラ・ピロム
声 - 梅津秀行
フィラの親友の科学者。カタイの秘密基地で諜報活動に参加していたが、ギラグールの襲撃を受けて脱出する際にファルンと共に萌・フィラと合流し、以後、萌らと行動を共にするようになった。手先が器用でメカニックに精通しており、「フォロルが誇る若き天才科学者シロク博士の一番優秀な弟子」と自称している。性格は気楽で、おっちょこちょい。
イグアノドン保護の際、ラプターの襲撃を受け重傷を負う。
ナオー
声 - 三木眞一郎
フォロルで最も優れた尻尾の使い手。フィラとは戦友。ラプターに重傷を負わされた過去があり、以来、尻尾は機械で補っている。性格は軽く、陽気。
機械化された尻尾には電気ショッカーが着いており、錯乱状態に陥ったレイを鎮めるため、電気ショックで失神させ萌に反発された事があり、以降はレイを抱えられる度に萌から「乱暴にしないで」と怒られ「乱暴になんかしてないぜ」と返すのがお約束となっている。
シル・カシム・シル
声 - 吉田理保子
通称マザー・シル。巣主会のメンバー。ギラグールの宇宙の眼計画妨害のため、進化に重要な個体を見分けられるレイを使用することを「危険だ」と反対していた。しかし後半では妨害のためにいち早く目的の個体を見つける必要があることから、一転しレイの使用に賛成し、ピラルの後任として萌たちと行動を共にするが、その行動に不審な点が多い。
シロク・カシム・シル
声 - 鈴木琢磨
マザー・シルの息子で、登場メンバーの中では最年少ながらフォロルが誇る若き天才科学者。ピラルの師でもあり、シロク博士と呼ばれる。母親であるシルには頭が上がらない様子。
カーン・トゥハ・カーク
声 - 梅津秀行
フォロル軍総司令で、巣主会の一員である軍人。その他に巣主会のメンバーとしてヒルム将軍、マザー・ヤン（声 - 嶋村薫）、マザー・クルルなどが在籍している。

### ギラグール
小型肉食恐竜トロエドンを遠い先祖に持つ恐竜人類。北極圏に本拠地をおく、誇り高い戦闘種族である。集団の秩序や第一疾走者と呼ばれる最強の戦士を頂点とする階級制を絶対とし、個々人は白い仮面を被り、生まれた時季や場所に由来する非常に長い名を持つなど、独特な文化・社会を形成している。身分や性別による差別は存在しないが、女性の方が体格が大きく強いため、必然的に管理職や戦闘員には女性が多い。その一方、嘘をつく概念を持たないという意外な一面もある。言語は鶏が騒ぐような声とノイズのような音で表現されている。人間が爬虫類を気味悪るがるように、ほ乳類を気味悪がっており、鳴き声やほ乳類の毛皮やしっとりした肌を気持ち悪いものとして嫌っている。ハルは、萌に手を触られた際、露骨に嫌がり「お前の肌、水っぽい、嫌だ」「お前の声大きい。仲間の哺乳類もそうか？」と述べており、他のギラグールもほ乳類が足元を通った際は逃げまどっていた。元は肉食性だったが、進化の過程で雑食性になっており、人間と同様の物を食べられる。ヒトやフォロルとは消化方法が異なるのか、食物を歯で咀嚼せず音を立てて丸ごと飲み込むため、萌からは「なんか下品」と言われてしまった。
春の最初の満月の夜に生まれた最初の息子
声 - 玄田哲章
萌からはハルと略して呼ばれている。言語翻訳機などを内蔵したヘルメット型電子機器を被った男性。ギラグールの言葉で「爪研ぎ」と呼ばれる学問職で、得意分野は哺乳類の研究。元々は萌が潜入したギラグールの基地に所属していたが、脱出のためにアッケラ缶がタイムホールを使用した際に萌に触れてしまい、巻き込まれる形で萌と同じ場所に飛ばされてしまう。その後、様々な事情が重なったことで萌は「人質」と称して彼を同行させることとなった。常に冷静沈着できわめて純粋・公平な研究心と探究心を持っており、敵への勝利に関心を見せないなど戦闘種族たるギラグールらしからぬ面が多い。そのため、次第に萌やレイに研究対象としての興味を抱いたり、彼女らを助けるために策を巡らして猟兵を撃退したり、後半ではフォロルとの和平の道について真剣に考えるようになる。元々中生代の生物の研究も行っており、アッケラ缶と連絡が取れない状態の時は、彼が萌に初めて会う恐竜の解説をしていることもある。
ラプター
声 - 梁田清之
戦闘目的にギラグールによってヴェロキラプトルの進化した恐竜から作り出された改造恐竜人間。そのため戦闘能力は高く、フィラをライバル視している。戦士としてのプライドの高さはギラグールを上回るほどであり、それが後々ギラグールの方針への反目に繋がる。
ヴェログ
ラプターの騎乗する大型の改造恐竜。大型のドロマエオサウルス科の恐竜の遺伝子を元にした生態パーツに飛行装置などが組み込まれている。また、名前を呼ばれただけでラプターの意思を汲み取り行動するなど、知性も向上されている。名前の由来はヴェロキラプトルからラプターを取った残りである（ヴェログ＋ラプター＝ヴェロキラプトル）。

女科学者
声 - 安藤ありさ
派手な鳥のような仮面をつけている。恐竜人類の世界でバーチャル世界を最初に作るなど、かなり有能な人物らしい。ハルには研究者として一目置きながらも、「なぜ哺乳類に興味など持つのか」と良い顔をしていない面も見られる。
雪深き冬に生まれ白き破滅を超越する強き娘
声 - 吉田理保子
ギラグールの若き女司令官。萌やフィラ達と度々戦った有能な軍人で、高い攻撃性と合理性を併せ持っている。
前半クライマックスで萌の尋問を行っていたが、彼女の保護（及びレイの奪還）に現れたフォロル側のタイムホールを乗っ取りフォロルの拠点がある南極に急襲を仕掛ける。基地に潜入し脱出を図る萌に背後から襲い掛かるが、萌の乗っていたマシンの爆発で破片が刺さり死亡したかに見えたが、猟兵に救出されており、後半で再び萌の前に立ちはだかる。冷徹な性格だが決して頭が硬いわけではなく、普段はあくまでギラグール全体の事を考え必要に応じては敵側との共闘も辞さないなど柔軟な考えもできる。
第一疾走者
声 - 白石文子
ギラグールの頂点に立つ女帝。ギラグールの長は即ち種族最強の戦士がなるとの事だが、決して「血の気の多い悪の独裁者」という様な人物ではなく、女帝としての手腕にも優れた公明正大な名君であり、そのまま作中最強の戦士でもある。反旗を翻して立ち向かってきたラプターに対して終始戦いを有利に進めていた。しかし最終局面で追い詰められた際、フォロル殲滅に固執しすぎるあまりその感情をあらわとしてしまい、結果両者共倒れになりかねない大きな災厄を招くことになってしまう。

### その他の人物
恐竜博士
声 - 小畠郁生
質問コーナー（恐竜豆知識）のみの登場。クロマキーの背景部に合成で表示されるモニターの中に実写で登場し、アニメを見た子供たちから寄せられた質問に答えた。

## 用語

### システム・世界
バーチャル大陸
元々はメディアタワーにおける仮想体験システムの一つであったが、バーチャル大陸がその情報量を増して一定の極限を突破したことにより、単なる仮想空間ではなく現実の世界にも影響を与える多次元宇宙の交差点となってしまった。
タイムホール
バーチャル世界において利用される時空移動手段。タイムホールは空間にワープ用の穴を開け、その中に入ることでワープする。タイムホールを同じ場所に開ける場合には、タイムホール同士の干渉を避けるため約3時間以上の間隔をおく必要がある。大きさも様々なサイズがあり、個人用と思われるバーチャルステーションのタイムホールよりも恐竜人類の使用するものの方が大きい。バーチャルテーションのタイムホールは人間を包むようにして穴を開けるため即座に移動できるものの、走っている最中などでは対象の座標が固定されないため発生させられない。次作の『ジーンダイバー』ではメディアステーション側ではこの方法は用いられていない。
バリアシステム
恐竜人類がそれぞれの種族の先祖を保護するために使用しているタイムホール妨害装置で、これにより直接それぞれの先祖が狙われないようにしている。ただし、タイムホールの出力次第ではその妨害を超えてタイムホールを発生させられるようである。
恐竜狩り
ギラグールによってバーチャル世界各地で行われた大規模な恐竜捕獲行為。主に恐竜の頭部を切断・回収する。物語前半では大量に捕獲し胴体のみを放置していたが、後半では後述の理由から、念入りな調査と監視の上で狩るようになる。後に宇宙の眼に必要な脳の採取が目的であったことが判明する。
宇宙の眼
ギラグールが作り上げようとした歴史を自在に操作できる巨大なバイオ・コンピュータ。「その世界の観測者が世界を見ることで、世界は形作られ決定される」という量子力学の不確定性理論に基づく人間原理宇宙論を利用して、バーチャル大陸の観測者たる恐竜の中から進化上で重要な個体の脳を集めてヴァーチャル大陸の絶対的観察者を作り上げた。前述の恐竜狩りの真の目的であり、目当ての恐竜の頭部を生きたまま切断し、生命活動を維持させた状態で、首の無い改造恐竜（或いは頭部の無い髭の生えた改造恐竜）の胴体と連結させる。進化上で重要な個体の脳である事が望ましいが、代用は可能であり、トリケラトプスの脳は代用である事が示唆されており、ティラノサウルスの脳は入手に失敗しているが、問題なく稼働していた。バーチャル大陸が多次元宇宙の交差点と化したことで、交わる全ての多次元宇宙の未来、即ち恐竜人類や哺乳人類の世界（現実世界）をも自由に改変できるシステムとなった。下した命令は絶対であり、たとえ宇宙の眼が壊されても世界に影響を与え続け、いかなる妨害行為も受け付けない。

### 道具
タイムブースター (Time Booster)
バーチャル世界において、使用者の周囲の時間を1/1000に減速させる装置。つまり、周囲にとっては使用者の動きが1000倍になるわけだが、それは同時に慣性も1000倍になり、空気の粘度が上がるため、呼吸が困難になるので、それを補うために呼吸用ボンベを併用する。1本のボンベの持続時間は5分。さらに水中では、粘度も空気の比ではなく呼吸はもちろん、身動きも全く取れない状態になる。砂煙などでも妨害されるなど周囲の環境の影響を受けやすい。物を投げ飛ばしても1000倍速となるため威力も凄まじく、小枝で5m程度の肉食獣を撃退したほどである。バーチャルステーションのアッケラ缶のパワーを最大使用するため、パワーが回復するまでタイムブースターはもちろんタイムホールなども使用ができない。次回作、『ジーンダイバー』でも登場する。
ストーリー後半になる29話から登場した。後にギラグールにより装置について動作から解析され、ラプターなど用に同様の装置が製作された。
パスバード
フォロルの使用している鳥型偵察ロボット。

### 乗り物
クロノキャリア
ギラグールの使用する大型移動メカ。中央に丸い球体のものがついており、そこから怪光線をだして恐竜を吸い上げたりした。
ティモシー
フォロルの使用する移動メカ。比較的大型で、タイムホールを発生させて時空移動する能力を有する。

### 生物
登場した恐竜や他の生物。
- ディプロドクス
- ケラトサウルス
- ステゴサウルス
- アロサウルス
- セイスモサウルス
- トコドン
- アマルガサウルス
- プテロダウストロ
- トロペオグナトゥス
- ケアラダクティルス
- アンハングエラ
- カルノタウルス
- アンタークトサウルス
- サルタサウルス
- アベリサウルス
- ノアサウルス
- タニストロフェウス
- リオアリバサウルス
- ポストスクス
- ランベオサウルス
- バウルスクス
- ヒドロテロサウルス
- オメイサウルス
- アジリサウルス
- チャドンゴコエルルス
- シュノサウルス
- ファヤンゴサウルス
- ガソサウルス
- アーケロン
- アンモナイト
- エイノサウルス
- オルニトケイルス
- テルマトサウルス
- ブラディクネメ
- パラサウロロフス
- エドモントサウルス
- パキリノサウルス
- オルニトミムス
- ケツァルコアトルス
- ヘスペロルニス
- ヒパクロサウルス
- アンキロサウルス
- トロオドン
- フォボスクス
- レエリナサウラ
- オッシー（アロサウルス）
- プラティプテリギウス
- クロノサウルス
- ディノドントサウルス
- エクサイレントドン
- スカフォニクス
- エオラプトル
- テコドント
- アエトサウルス
- メトリオリンクス
- リードシクティス
- コンプソグナトゥス
- 始祖鳥
- イグアノドン
- ユタラプトル
- バリオニクス
- オウラノサウルス
- レッパキサウルス
- スピノサウルス
- ストマトスクス
- アヴィミムス
- サウロロフス
- タルボサウルス
- サウロルニトイデス
- トリケラトプス
- ティラノサウルス
- プテラノドン
- ブラキオサウルス

## スタッフ
- 監督 - 古川政美
- 監修 - 小畠郁生（国立科学博物館）
- キャラクター - 香西隆男、三原三千夫、谷口明弘
- 恐竜設定 - 金子隆一
- 恐竜原画 - 本多成正
- 美術 - 坂本信人
- 撮影 - 渡辺英俊
- CG制作 - 田中秀幸、坂本岳裕、新崎晴久、小倉剛、田中光昭、富樫真、杉野美茂
- アニメ制作 - 片山哲生（イメージ・ケイ）
- アニメーション制作 - イメージ・ケイ（ノンクレジット）、スタジオジュニオ
- 制作・著作 - NHK

## 各話リスト
| 話数   | サブタイトル              | 脚本           | 絵コンテ        | 演出     | 作画監督              | 放送日         |
| 第一部 | 第一部                    | 第一部         | 第一部          | 第一部   | 第一部                | 第一部         |
| ------ | ------------------------- | -------------- | --------------- | -------- | --------------------- | -------------- |
| 1      | プロローグ                | 星みつる       | 古川政美        | 古川政美 | 佐藤正樹              | 1993年 4月5日  |
| 2      | 恐竜大接近                | 星みつる       | 古川政美        | 古川政美 | 佐藤正樹              | 4月6日         |
| 3      | 生存のおきて              | 星みつる       | 神戸守          | 古川政美 | 佐藤正樹              | 4月7日         |
| 4      | レイとの出会い            | 星みつる       | 山吉康夫        | 古川政美 | 佐藤正樹              | 4月8日         |
| 5      | 謎のタイムホール          | ひのくまりこう | 井硲清高        | 井硲清高 | 佐藤正樹 高橋英吉     | 4月19日        |
| 6      | 翼竜が襲う                | ひのくまりこう | 井硲清高        | 井硲清高 | 佐藤正樹 森利夫       | 4月20日        |
| 7      | 恐怖のかぎ爪              | ひのくまりこう | 浅田裕二        | 井硲清高 | 佐藤正樹 村松尚男     | 4月21日        |
| 8      | レイがいない!             | ひのくまりこう | 芹川有吾        | 井硲清高 | 佐藤正樹 高橋英吉     | 4月22日        |
| 9      | こたえて、萌              | 中村修         | のまとし        | のまとし | 佐藤正樹 長森佳容     | 5月10日        |
| 10     | 恐竜たちの墓場            | 中村修         | のまとし        | のまとし | 佐藤正樹 長森佳容     | 5月11日        |
| 11     | 不気味な恐竜ハンター      | 中村修         | 矢沢則夫        | のまとし | 佐藤正樹 長森佳容     | 5月12日        |
| 12     | 見たぞ! おたすけマン      | 中村修         | 矢沢則夫        | のまとし | 佐藤正樹 長森佳容     | 5月13日        |
| 13     | 首狩り鎌が襲う            | 星みつる       | 阿宮正和        | 神原敏昭 | 佐藤正樹 平岡正幸     | 5月24日        |
| 14     | タイムホール緊急脱出      | 星みつる       | 阿宮正和        | 神原敏昭 | 佐藤正樹 平岡正幸     | 5月25日        |
| 15     | カマキリ男の追撃          | 星みつる       | 神原敏昭        | 神原敏昭 | 佐藤正樹 平岡正幸     | 5月26日        |
| 16     | レイがさらわれた!         | 星みつる       | 神原敏昭        | 神原敏昭 | 佐藤正樹 平岡正幸     | 5月27日        |
| 17     | 潜入! カマキリ男の基地    | ひのくまりこう | 岡佳広          | 岡佳広   | 佐藤正樹 佐久間しげ子 | 6月14日        |
| 18     | 脱出失敗 予期せぬ同伴者   | ひのくまりこう | 岡佳広          | 岡佳広   | 佐藤正樹 佐久間しげ子 | 6月15日        |
| 19     | カマキリ男の正体          | ひのくまりこう | 賀川浩          | 岡佳広   | 佐藤正樹 佐久間しげ子 | 6月16日        |
| 20     | 恐竜人類ハル              | ひのくまりこう | 葛岡博          | 岡佳広   | 佐藤正樹 佐久間しげ子 | 6月17日        |
| 21     | 恐竜絶滅の謎              | 中村修         | 山吉康夫        | 井硲清高 | 佐藤正樹 高橋英吉     | 6月28日        |
| 22     | ハルは何者?               | 中村修         | 山吉康夫        | 井硲清高 | 佐藤正樹 高橋英吉     | 6月29日        |
| 23     | 驚異の恐竜軍団            | 中村修         | 芹川有吾        | 井硲清高 | 佐藤正樹 高橋英吉     | 6月30日        |
| 24     | 萌つかまる!               | 中村修         | 井硲清高        | 井硲清高 | 佐藤正樹 高橋英吉     | 7月1日         |
| 25     | 恐竜人類の野望            | ひのくまりこう | 神戸守          | 古川政美 | 佐藤正樹              | 7月12日        |
| 26     | “草食い”現る              | ひのくまりこう | 浅田裕二        | 古川政美 | 佐藤正樹              | 7月13日        |
| 27     | タイムホールの彼方へ      | ひのくまりこう | 浅田裕二        | 古川政美 | 佐藤正樹              | 7月14日        |
| 28     | さよならレイ              | ひのくまりこう | 古川政美        | 古川政美 | 佐藤正樹 長森佳容     | 7月15日        |
| 第二部 |                           |                |                 |          |                       |                |
| 29     | レイに会いたい!           | ひのくまりこう | 古川政美        | 古川政美 | 佐藤正樹              | 1993年 9月20日 |
| 30     | ふたたびバーチャル大陸へ  | ひのくまりこう | 古川政美        | 古川政美 | 佐藤正樹              | 9月21日        |
| 31     | 強敵 改造恐竜現る         | ひのくまりこう | 神原敏昭        | 古川政美 | 佐藤正樹              | 9月22日        |
| 32     | 恐竜都市リューネ          | ひのくまりこう | 浅田裕二        | 古川政美 | 佐藤正樹              | 9月23日        |
| 33     | 不気味な宇宙の眼計画      | ひのくまりこう | 古川政美        | 新房昭之 | 長森佳容              | 10月4日        |
| 34     | 努を送り込め              | ひのくまりこう | 浅田裕二        | 新房昭之 | 長森佳容              | 10月5日        |
| 35     | 謎の巨人現る              | ひのくまりこう | 神戸守          | 新房昭之 | 長森佳容              | 10月6日        |
| 36     | 隠されたレイの力          | ひのくまりこう | 浅田裕二        | 新房昭之 | 長森佳容              | 10月7日        |
| 37     | フォロル族の決断          | ひのくまりこう | 浅田裕二        | 矢吹勉   | 佐久間しげ子          | 10月25日       |
| 38     | ねらわれる恐竜はどこに?   | ひのくまりこう | 浅田裕二        | 矢吹勉   | 佐久間しげ子          | 10月26日       |
| 39     | いたぞ! 最古の恐竜        | ひのくまりこう | 矢吹勉          | 矢吹勉   | 佐久間しげ子          | 10月27日       |
| 40     | ドン大活躍                | ひのくまりこう | 神戸守          | 矢吹勉   | 佐久間しげ子          | 10月28日       |
| 41     | 始祖鳥を守れ!             | 野辺朋史       | 神戸守          | 古川政美 | 長森佳容              | 11月8日        |
| 42     | 底なし沼の惨劇            | 野辺朋史       | 浅田裕二        | 古川政美 | 長森佳容              | 11月9日        |
| 43     | イグアノドン救出作戦      | 野辺朋史       | 浅田裕二        | 古川政美 | 長森佳容              | 11月10日       |
| 44     | おそるべし! 怪物ラプター  | 野辺朋史       | 古川政美        | 古川政美 | 長森佳容              | 11月11日       |
| 45     | マザー・シルの思惑        | ひのくまりこう | 矢吹勉          | 矢吹勉   | 佐久間しげ子          | 11月29日       |
| 46     | 謎のロボットを追え!       | ひのくまりこう | 浅田裕二        | 矢吹勉   | 佐久間しげ子          | 11月30日       |
| 47     | 巨大砂嵐が襲う            | ひのくまりこう | 浅田裕二        | 矢吹勉   | 佐久間しげ子          | 12月1日        |
| 48     | 海峡をわたる恐竜たち      | ひのくまりこう | 神戸守          | 小村敏明 | 佐久間しげ子          | 12月2日        |
| 49     | ティラノサウルスの王誕生  | 野辺朋史       | 浅田裕二        | 古川政美 | 長森佳容              | 12月13日       |
| 50     | 宇宙の眼 最後のターゲット | 野辺朋史       | 浅田裕二        | 古川政美 | 長森佳容              | 12月14日       |
| 51     | マザー・シルつかまる!     | 野辺朋史       | 浅田裕二        | 古川政美 | 長森佳容              | 12月15日       |
| 52     | 二大恐竜 死の決戦         | 野辺朋史       | 神戸守 古川政美 | 古川政美 | 長森佳容              | 12月16日       |
| 53     | 発動! 宇宙の眼            | ひのくまりこう | 浅田裕二        | 古川政美 | 長森佳容              | 1994年 1月10日 |
| 54     | 戦いの地へ                | ひのくまりこう | 浅田裕二        | 古川政美 | 長森佳容              | 1月11日        |
| 55     | 敵か味方か? マザー・シル  | ひのくまりこう | 古川政美        | 古川政美 | 長森佳容              | 1月12日        |
| 56     | ラプターの最期            | ひのくまりこう | 古川政美        | 古川政美 | 長森佳容              | 1月13日        |
| 57     | 迫りくる恐怖の彗星        | 野辺朋史       | 浅田裕二        | 古川政美 | 長森佳容              | 1月24日        |
| 58     | 恐竜人類最期の賭け        | 野辺朋史       | 浅田裕二        | 古川政美 | 長森佳容              | 1月25日        |
| 59     | 巨人ドンの命              | 野辺朋史       | 浅田裕二        | 古川政美 | 長森佳容              | 1月26日        |
| 60     | さよならバーチャル大陸    | 野辺朋史       | 古川政美        | 古川政美 | 長森佳容              | 1月27日        |

## NHK総合テレビ 総集編
基礎情報
- 放送局：NHK総合テレビ
- 放送期間：1993年4月10日 - 1994年3月12日
- 放送時間：第2土曜日 10:30-11:19（49分）
- 放送回数：11回

概要
放送される第2土曜日は1993年度の学校休業日（当時の土曜休みは月1回）。
1回4話分。放送されたのは第1話から第44話まで。最終回（1994年3月12日）に第45話以降は教育テレビの年度末総集編（1994年3月16日 - 29日）を視聴するよう告知。
教育テレビ25分総集編を2回分つなげたものだが、1分間の『天才てれびくん』番組共通オープニングが1回分省略されるため放送分数は49分。
| NHK総合テレビ 第2土曜日10:30枠 | NHK総合テレビ 第2土曜日10:30枠 | NHK総合テレビ 第2土曜日10:30枠 |
| 前番組                         | 番組名                         | 次番組                         |
| ------------------------------ | ------------------------------ | ------------------------------ |
| NHKスペシャル（再放送）        | 天才てれびくん 恐竜惑星 総集編 | NHKスペシャル（再放送）        |

## 放送日程
番組編成上、序盤の話ほど放送回数が多く、第1話から第16話は6回、第53話から第60話は3回放送されている。
| 各話 | 各話                      | 各話     | 各話    | 総集編 放送日 | 総集編 放送日 | 総集編 放送日 | 総集編 放送日   |
| 話   | サブタイトル              | 放送日   | 再放送  | 1993年        | 1994年        | 1995年        | 総合49分        |
| ---- | ------------------------- | -------- | ------- | ------------- | ------------- | ------------- | --------------- |
| 01   | プロローグ                | 04月05日 | 7月19日 | 04月26日      | 2月07日       | 7月17日       | 1993年 04月10日 |
| 02   | 恐竜大接近                | 04月06日 | 7月20日 | 04月26日      | 2月07日       | 7月17日       | 1993年 04月10日 |
| 03   | 生存のおきて              | 04月07日 | 7月21日 | 04月27日      | 2月08日       | 7月18日       | 1993年 04月10日 |
| 04   | レイとの出会い            | 04月08日 | 7月22日 | 04月27日      | 2月08日       | 7月18日       | 1993年 04月10日 |
| 05   | 謎のタイムホール          | 04月19日 | 7月26日 | 04月28日      | 2月09日       | 7月19日       | 1993年 05月08日 |
| 06   | 翼竜が襲う                | 04月20日 | 7月27日 | 04月28日      | 2月09日       | 7月19日       | 1993年 05月08日 |
| 07   | 恐怖のかぎ爪              | 04月21日 | 7月28日 | 04月29日      | 2月10日       | 7月20日       | 1993年 05月08日 |
| 08   | レイがいない!             | 04月22日 | 7月29日 | 04月29日      | 2月10日       | 7月20日       | 1993年 05月08日 |
| 09   | こたえて、萌              | 05月10日 | 8月02日 | 05月31日      | 2月14日       | 7月21日       | 1993年 06月12日 |
| 10   | 恐竜たちの墓場            | 05月11日 | 8月03日 | 05月31日      | 2月14日       | 7月21日       | 1993年 06月12日 |
| 11   | 不気味な恐竜ハンター      | 05月12日 | 8月04日 | 06月01日      | 2月15日       | 7月24日       | 1993年 06月12日 |
| 12   | 見たぞ! おたすけマン      | 05月13日 | 8月05日 | 06月01日      | 2月15日       | 7月24日       | 1993年 06月12日 |
| 13   | 首狩り鎌が襲う            | 05月24日 | 8月09日 | 06月02日      | 2月16日       | 7月25日       | 1993年 07月10日 |
| 14   | タイムホール緊急脱出      | 05月25日 | 8月10日 | 06月02日      | 2月16日       | 7月25日       | 1993年 07月10日 |
| 15   | カマキリ男の追撃          | 05月26日 | 8月16日 | 06月03日      | 2月17日       | 7月26日       | 1993年 07月10日 |
| 16   | レイがさらわれた!         | 05月27日 | 8月17日 | 06月03日      | 2月17日       | 7月26日       | 1993年 07月10日 |
| 17   | 潜入! カマキリ男の基地    | 06月14日 | 8月18日 | ※なし         | 2月21日       | 7月27日       | 1993年 09月11日 |
| 18   | 脱出失敗 予期せぬ同伴者   | 06月15日 | 8月19日 | ※なし         | 2月21日       | 7月27日       | 1993年 09月11日 |
| 19   | カマキリ男の正体          | 06月16日 | 8月23日 | ※なし         | 2月22日       | 7月28日       | 1993年 09月11日 |
| 20   | 恐竜人類ハル              | 06月17日 | 8月24日 | ※なし         | 2月22日       | 7月28日       | 1993年 09月11日 |
| 21   | 恐竜絶滅の謎              | 06月28日 | 8月25日 | ※なし         | 2月23日       | 7月31日       | 1993年 10月09日 |
| 22   | ハルは何者?               | 06月29日 | 8月26日 | ※なし         | 2月23日       | 7月31日       | 1993年 10月09日 |
| 23   | 驚異の恐竜軍団            | 06月30日 | 8月30日 | ※なし         | 2月24日       | 8月01日       | 1993年 10月09日 |
| 24   | 萌つかまる!               | 07月01日 | 8月31日 | ※なし         | 2月24日       | 8月01日       | 1993年 10月09日 |
| 25   | 恐竜人類の野望            | 07月12日 | 9月01日 | ※なし         | 2月28日       | 8月02日       | 1993年 11月13日 |
| 26   | “草食い”現る              | 07月13日 | 9月02日 | ※なし         | 2月28日       | 8月02日       | 1993年 11月13日 |
| 27   | タイムホールの彼方へ      | 07月14日 | 9月06日 | ※なし         | 3月01日       | 8月03日       | 1993年 11月13日 |
| 28   | さよならレイ              | 07月15日 | 9月07日 | ※なし         | 3月01日       | 8月03日       | 1993年 11月13日 |
| 29   | レイに会いたい!           | 09月20日 | ※なし   | 10月11日      | 3月02日       | 8月04日       | 1993年 12月11日 |
| 30   | ふたたびバーチャル大陸へ  | 09月21日 | ※なし   | 10月11日      | 3月02日       | 8月04日       | 1993年 12月11日 |
| 31   | 強敵 改造恐竜現る         | 09月22日 | ※なし   | 10月12日      | 3月03日       | 8月08日       | 1993年 12月11日 |
| 32   | 恐竜都市リューネ          | 09月23日 | ※なし   | 10月12日      | 3月03日       | 8月08日       | 1993年 12月11日 |
| 33   | 不気味な宇宙の眼計画      | 10月04日 | ※なし   | 10月13日      | 3月07日       | 8月09日       | 1994年 01月08日 |
| 34   | 努を送り込め              | 10月05日 | ※なし   | 10月13日      | 3月07日       | 8月09日       | 1994年 01月08日 |
| 35   | 謎の巨人現る              | 10月06日 | ※なし   | 10月14日      | 3月08日       | 8月10日       | 1994年 01月08日 |
| 36   | 隠されたレイの力          | 10月07日 | ※なし   | 10月14日      | 3月08日       | 8月10日       | 1994年 01月08日 |
| 37   | フォロル族の決断          | 10月25日 | ※なし   | 11月15日      | 3月09日       | 8月11日       | 1994年 02月11日 |
| 38   | ねらわれる恐竜はどこに?   | 10月26日 | ※なし   | 11月15日      | 3月09日       | 8月11日       | 1994年 02月11日 |
| 39   | いたぞ! 最古の恐竜        | 10月27日 | ※なし   | 11月16日      | 3月10日       | 8月14日       | 1994年 02月11日 |
| 40   | ドン大活躍                | 10月28日 | ※なし   | 11月16日      | 3月10日       | 8月14日       | 1994年 02月11日 |
| 41   | 始祖鳥を守れ!             | 11月08日 | ※なし   | 11月17日      | 3月14日       | 8月15日       | 1994年 03月12日 |
| 42   | 底なし沼の惨劇            | 11月09日 | ※なし   | 11月17日      | 3月14日       | 8月15日       | 1994年 03月12日 |
| 43   | イグアノドン救出作戦      | 11月10日 | ※なし   | 11月18日      | 3月15日       | 8月16日       | 1994年 03月12日 |
| 44   | おそるべし! 怪物ラプター  | 11月11日 | ※なし   | 11月18日      | 3月15日       | 8月16日       | 1994年 03月12日 |
| 45   | マザー・シルの思惑        | 11月29日 | ※なし   | 12月20日      | 3月16日       | 8月21日       | ※なし           |
| 46   | 謎のロボットを追え!       | 11月30日 | ※なし   | 12月20日      | 3月16日       | 8月21日       | ※なし           |
| 47   | 巨大砂嵐が襲う            | 12月01日 | ※なし   | 12月21日      | 3月17日       | 8月22日       | ※なし           |
| 48   | 海峡をわたる恐竜たち      | 12月02日 | ※なし   | 12月21日      | 3月17日       | 8月22日       | ※なし           |
| 49   | ティラノサウルスの王誕生  | 12月13日 | ※なし   | 12月22日      | 3月21日       | 8月23日       | ※なし           |
| 50   | 宇宙の眼 最後のターゲット | 12月14日 | ※なし   | 12月22日      | 3月21日       | 8月23日       | ※なし           |
| 51   | マザー・シルつかまる!     | 12月15日 | ※なし   | 12月23日      | 3月22日       | 8月24日       | ※なし           |
| 52   | 二大恐竜 死の決戦         | 12月16日 | ※なし   | 12月23日      | 3月22日       | 8月24日       | ※なし           |
| 53   | 発動! 宇宙の眼            | 01月10日 | ※なし   | ※なし         | 3月23日       | 8月25日       | ※なし           |
| 54   | 戦いの地へ                | 01月11日 | ※なし   | ※なし         | 3月23日       | 8月25日       | ※なし           |
| 55   | 敵か味方か? マザー・シル  | 01月12日 | ※なし   | ※なし         | 3月24日       | 8月28日       | ※なし           |
| 56   | ラプターの最期            | 01月13日 | ※なし   | ※なし         | 3月24日       | 8月28日       | ※なし           |
| 57   | 迫りくる恐怖の彗星        | 01月24日 | ※なし   | ※なし         | 3月28日       | 8月29日       | ※なし           |
| 58   | 恐竜人類最期の賭け        | 01月25日 | ※なし   | ※なし         | 3月28日       | 8月29日       | ※なし           |
| 59   | 巨人ドンの命              | 01月26日 | ※なし   | ※なし         | 3月29日       | 8月30日       | ※なし           |
| 60   | さよならバーチャル大陸    | 01月27日 | ※なし   | ※なし         | 3月29日       | 8月30日       | ※なし           |